# Thomas de Vallgornera
Thomas de Vallgornera (nascido na Catalunha por volta de 1595; falecido em 15 de setembro de 1665) foi um teólogo dominicano e escritor asceta espanhol.

## Vida
Ele era membro do convento de Barcelona e, por algum tempo, enquanto a Catalunha estava sujeita aos franceses, foi seu vigário-geral, por volta de 1642.

## Obras
Sua principal obra é uma teologia mística publicada pela primeira vez em Barcelona em 1662 sob o título Mystica theologia D. Thomae, utriusque theologiae scolasticae et mysticae principis, etc.
Três anos depois, em 1665, uma nova edição ampliada apareceu. A segunda edição superou a primeira em oitenta e cinco páginas. Como a obra se tornou rara e difícil de obter, uma nova edição foi lançada pelo dominicano Jean Berthier em Turim, em 1890. Ele contém o texto da edição original de 1662 no corpo da obra, e as edições que apareceram na edição de 1665 na forma de notas adicionadas são fornecidas em um apêndice.
A doutrina do livro é a doutrina de Tomás de Aquino, sobre a qual o autor escreve em seu prólogo:
"A doutrina mística de São Tomás é de tão grande autoridade, precisamente porque é fundada na doutrina escolástica, que dificilmente pode ser expressa em palavras. Essa doutrina mística que não é repugnante aos princípios da doutrina escolástica tem uma base firme e, portanto, os leitores que estudam teologia mística em São Tomás a consideram firme e bem estabelecida; ao contrário, aqueles que a leem em outros livros que tratam apenas de assuntos místicos, sem nenhum professor ou guia, sob a aparência de devoção em palavras um tanto severas, absorvem material para erros."
Além de sua Mystica theologia, Vallgornera é autor de um livro sobre o Rosário da Santíssima Virgem, De Rosario B. Marix Virginis, que apareceu em Barcelona por volta de 1662. Consiste em meditações piedosas.